# كليمنت ويفر
كليمنت ويفر هو سياسي أمريكي، ولد في 1620 في غلاستونبري في المملكة المتحدة، وتوفي في 1683 في نيوبورت في الولايات المتحدة.